# NGC 1381

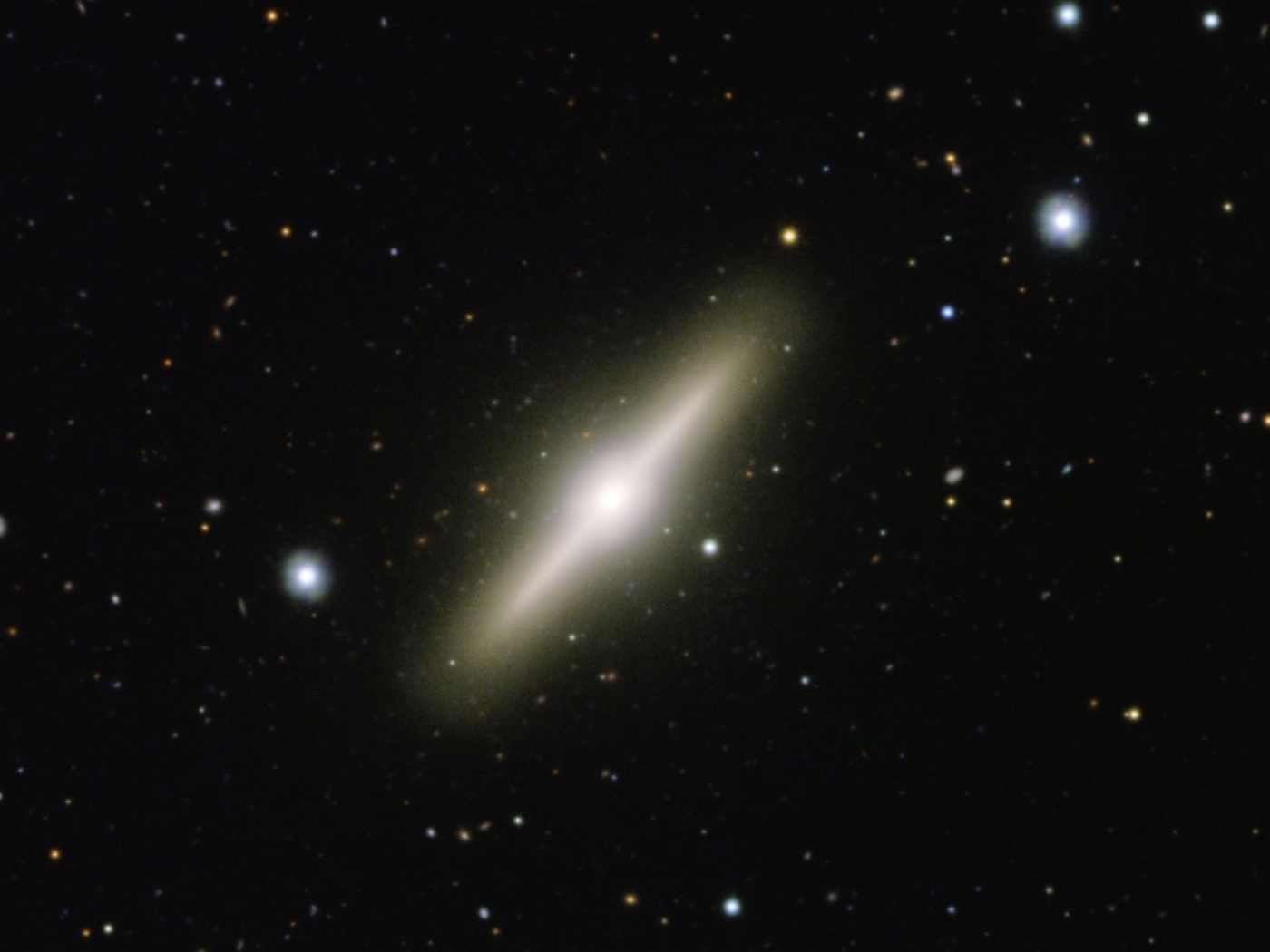
NGC 1381 par le Très Grand Télescope (ESO).

NGC 1381 est une galaxie lenticulaire vue par la tranche et située dans la constellation du Fourneau. NGC 1381 a été découverte par l'astronome allemand Julius Schmidt en 1865.

## Caractéristiques
Sa vitesse par rapport au fond diffus cosmologique est de 1 628 ± 11 km/s, ce qui correspond à une distance de Hubble de 24,0 ± 1,7 Mpc (∼78,3 millions d'al).
À ce jour, 14 mesures non basées sur le décalage vers le rouge (redshift) donnent une distance de 18,521 ± 4,024 Mpc (∼60,4 millions d'al), ce qui est à l'extérieur des valeurs de la distance de Hubble. Notons que c'est avec la valeur moyenne des mesures indépendantes, lorsqu'elles existent, que la base de données NASA/IPAC calcule le diamètre d'une galaxie et qu'en conséquence le diamètre de NGC 1381 pourrait être d'environ 29,3 kpc (∼95 600 al) si on utilisait la distance de Hubble pour le calculer.  

## Groupe de NGC 1316 et l'amas du Fourneau
NGC 1381 fait partie du groupe de NGC 1316. Ce groupe est aussi membre de l'amas du Fourneau, et il comprend au moins 20 galaxies, dont les galaxies IC 335, NGC 1310, NGC 1316, NGC 1317, NGC 1341, NGC 1350, NGC 1365, NGC 1380, NGC 1381, NGC 1382 et NGC 1404.